# Quận Taliaferro, Georgia
Quận Taliaferro là một quận trong tiểu bang Georgia, Hoa Kỳ. Quận lỵ đóng ở thành phố Crawfordville 6
Theo điều tra dân số năm 2000 của Cục điều tra dân số Hoa Kỳ, quận có dân số 2077 người 2, ước tính dân số năm 2007 là 1884 người.

## Địa lý
Theo Cục điều tra dân số Hoa Kỳ, quận có diện tích km2, trong đó có km2 là diện tích mặt nước.